# Kamisu
Kamisu è una città giapponese della prefettura di Ibaraki.
Il 1º agosto 2005 si è fusa con la cittadina di Hasaki, del Distretto di Kashima, diventando così città.